# Ospitalepea
Ospitalepea (en francès i oficialment L'Hôpital-Saint-Blaise) és un municipi d'Iparralde al territori de Zuberoa, que pertany administrativament al departament dels Pirineus Atlàntics (regió de la Nova Aquitània). Limita amb les comunes de Mitikile-Larrori-Mendibile i Sohüta a l'oest i Barkoxe al sud. La comuna és travessada per l'Aucet, afluent del gave d'Oloron.

## Demografia
| Evolució de la població |      |      |      |      |      |      |      |      |
| 1793                    | 1800 | 1806 | 1821 | 1831 | 1836 | 1841 | 1846 | 1851 |
| 139                     | 159  | 156  | 116  | 201  | 200  | 187  | 182  | 172  |

| 1856 | 1861 | 1866 | 1872 | 1876 | 1881 | 1886 | 1891 | 1896 |
| ---- | ---- | ---- | ---- | ---- | ---- | ---- | ---- | ---- |
| 164  | 157  | 159  | 156  | 172  | 153  | 144  | 138  | 125  |

| 1901 | 1906 | 1911 | 1921 | 1926 | 1931 | 1936 | 1946 | 1954 |
| ---- | ---- | ---- | ---- | ---- | ---- | ---- | ---- | ---- |
| 121  | 130  | 134  | 130  | 119  | 96   | 92   | 78   | 73   |

| 1962 | 1968 | 1975 | 1982 | 1990 | 1999 | 2006 | 2011 | 2016 |
| ---- | ---- | ---- | ---- | ---- | ---- | ---- | ---- | ---- |
| 77   | 82   | 74   | 64   | 76   | 74   | -    | -    | -    |

| 2019 | - | - | - | - | - | - | - | - |
| ---- | - | - | - | - | - | - | - | - |
| -    | - | - | - | - | - | - | - | - |

## Història
L'Hôpital Saint-Blaise deu el seu nom a Ospital amb el significat de "casa gran", fundada a partir d'un establiment de l'orde dels cavallers hospitalaris que servia en el Camí de Santiago. Els canonges de l'abadia de Sainte-Christine en l'alt de Somport van construir a mitjan segle xii un "hospital de la misericòrdia" del que ha sobreviscut l'església classificada com a Patrimoni de la Humanitat juntament amb altres monuments de segments del Camí francès.

## L'església de Saint-Blaise
Construïda en pedra ocre, l'església de Saint-Blaise és un edifici religiós declarat monument històric en 1888, que presenta una barreja dels estils arquitectònics de l'Art romànic navarrès i de l'art hispanomusulmà. Conservada des del segle xii, en l'edifici destaquen els seus profunds finestrals adornats amb escultures, els seus arcs polilobulats i la seva cúpula octogonal que suportada per columnes entrellaçades recorda en la seva geometria a la columnata de la Mesquita de Còrdova.